# Mils bei Hall
Mils ist eine Gemeinde mit 4660 Einwohnern (Stand 1. Jänner 2024) im Bezirk Innsbruck-Land in Tirol (Österreich). Die Gemeinde liegt im Gerichtsbezirk Hall in Tirol.

## Geografie

### Lage
Mils liegt im Inntal auf einem Schwemmkegel, am Fuße des Karwendelgebirges, zwölf Kilometer östlich der Landeshauptstadt Innsbruck bei Hall in Tirol. Das Gemeindegebiet ist im Westen vom Weißenbach und im Süden vom Inn begrenzt. Vom Inn, der in rund 560 Meter Seehöhe fließt, steigt das Gemeindegebiet nach Nordwesten entlang des Weißenbachs auf 770 Meter sanft an. Im Nordosten liegen bewaldete Höhen bis zu 830 Meter Meereshöhe.
Die Gemeinde hat eine Größe von sieben Quadratkilometern. Davon sind 42 Prozent bewaldet, dreißig Prozent landwirtschaftliche Nutzfläche und elf Prozent Gärten.

### Gemeindegliederung
| Katastralgemeinden | Ortschaften in der Gemeinde |
| ------------------ | --------------------------- |
| Mils (6,93 km²)    | Mils (D)                    |
| Legende            |                             |

| In der Spalte Katastralgemeinden sind sämtliche Katastralgemeinden einer Gemeinde angeführt. In der Klammer ist die jeweilige Fläche in km² angegeben. |
| In der Spalte Ortschaften sind sämtliche von der Statistik Austria erfassten Siedlungen, die auch eine eigene Ortschaftskennziffer aufweisen, angeführt. In der Hierarchieebene derselben Spalte, rechts eingerückt, werden nur Ansiedlungen, die mindestens aus mehreren Häusern bestehen, dargestellt. Die wichtigsten der verwendeten Abkürzungen sind: - M = Hauptort der Gemeinde - Stt = Stadtteil - R = Rotte - W = Weiler - D = Dorf - ZH = Zerstreute Häuser - Sdlg = Siedlung - Hgr = Häusergruppe - E = Einzelgehöft (nur wenn sie eine eigene Ortschaftskennziffer haben) Die komplette Liste der Statistik Austria ist in: Topographische Siedlungskennzeichnung nach STAT Zu beachten ist, dass manche Orte unterschiedliche Schreibweisen haben können. So können sich Katastralgemeinden anders schreiben als gleichnamige Ortschaften bzw. Gemeinden. Quelle: Statistik Austria – |

Mils besteht aus einer einzigen gleichnamigen Katastralgemeinde und Ortschaft.

### Nachbargemeinden
| Absam         |                                             | Baumkirchen |
|               | Kompassrose, die auf Nachbargemeinden zeigt |             |
| Hall in Tirol | Tulfes                                      | Volders     |

## Geschichte
Da in der Nachbargemeinde Volders Urnengräber aus der Hallstattzeit gefunden wurden, kann man davon ausgehen, dass damals auch Mils besiedelt war.
Die ersten Funde in Mils stammen aus der Römerzeit. Man fand Skelette aus der Zeit Domitians, Münzen und die Mauerreste einer Villa rustica.
Mils wird erstmals im Jahr 930/31 als Mulles anlässlich einer Besitzübertragung an das Erzstift Salzburg urkundlich erwähnt, Funde, Gräber und Flurnamen aus vorrömischer und römischer Zeit weisen aber darauf hin, dass der Ort weit älter ist. Der Ortsname wird auf das antike Ausgangswort *mulias zurückgeführt, was ‚Geschiebe/Schwemmkegel‘ bedeutet. Der Ort mit demselben Namen Mils bei Imst liegt ebenfalls auf einem Schwemmkegel.
Im Jahr 1538 erwarb Paul Kripp ein Grundstück mit Haus, verkaufte es bald seinem Schwager Hans Schneeberger. Der vergrößerte es ab 1553 zu einem bescheidenen Ansitz. Sein Sohn Ruprecht erwarb weitere Grundstücke und erhielt von Erzherzog Ferdinand II. die Erlaubnis zur Befestigung. Das Anwesen wurde daraufhin Schneeburg genannt. Nachdem die Schneeburger 1633 das Schloss im Norden erweitert und 1643 um ein Geschoß erhöht hatten, wurde 1664 Hans Wolfgang Schneeburg in den Freiherrenstand erhoben. Als ein Erdbeben im Jahr 1670 Schloss und Wirtschaftsgebäude schwer beschädigte, wurde das Anwesen vernachlässigt, da die Schneeburger damals in Südtirol lebten. Ignaz Johann Freiherr von Schneeburg ließ 1802 Schloss und Wirtschaftsgebäude restaurieren. Als 1860 die Familie von Schneeburg ausstarb, wechselten die Besitzer mehrfach, bis es im 20. Jahrhundert wieder in den Besitz der ursprünglichen Familie Kripp kam. Georg von Kripp verkaufte den südlichen Schlossanger. Darauf entstand eine Wohnsiedlung.
Da die Hochebenen um Mils ein beliebtes Jagdrevier war, ließ Ferdinand II. im Jahr 1585 das Jagdschloss „Hirschenlust Grienegg“ (auch Grünegg) erbauen. Es wurde jedoch bereits 1686 von einem Feuer vollständig zerstört und nicht wieder aufgebaut. Beim Neubau des Widums und beim Badhaus in Baumkirchen kamen Steine des Schlosses zur Verwendung.
In einer Urkunde von 1215 wird ein „Fridericus plebanus de Mulles“, also ein Pfarrer von Mils, erwähnt. Damit ist gesichert, dass es zu dieser Zeit bereits eine Kirche gab. Diese wurde vermutlich im 15. Jahrhundert zerstört und vom Meister Narziß Pecherer im gotischen Stil neu errichtet. Davon sind noch Teile der Grundmauern im nördlichen und westlichen Kirchenschiff erhalten. Zur Pfarrkirche erhoben wurde die Kirche 1602. Ein Brand zerstörte 1791 einen Großteil des Gebäudes. Beim Neuaufbau wurden drei Altäre vom aufgehobenen Regelhaus in Innsbruck erworben.
In den letzten 40 Jahren ist Mils durch seine sonnige Lage enorm als Siedlungs- und Wohngebiet gewachsen. Der nördliche Ortsteil Milser Heide ist weitgehend mit dem Ortskern verbunden, im südlichen befindet sich ein Gewerbepark.

### Bevölkerungsentwicklung
EinwohnerJahr0100020003000400050001860189019201950198020102040EinwohnerEinwohnerentwicklung von Mils

## Kultur und Sehenswürdigkeiten

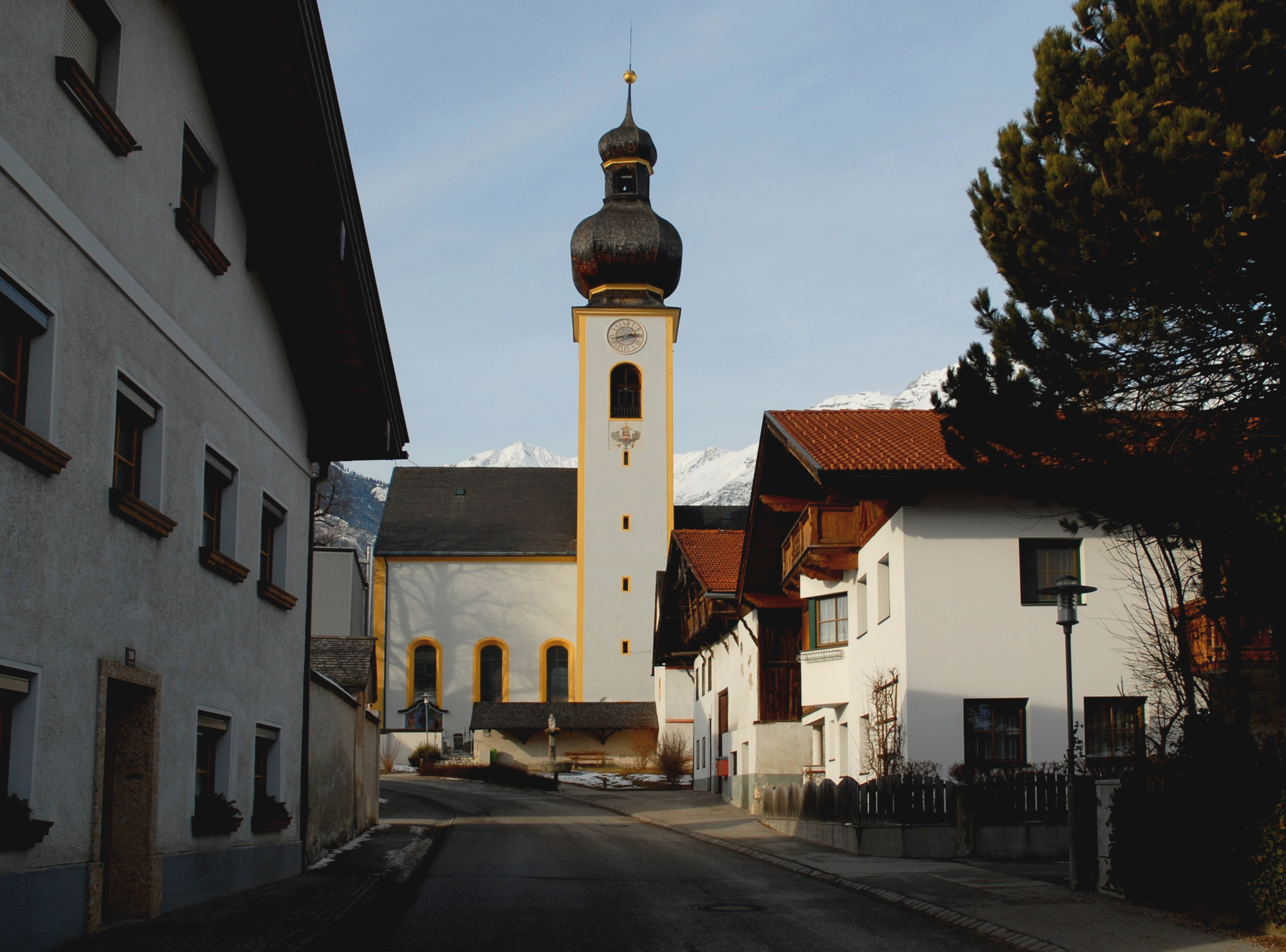
Blick auf die Pfarrkirche

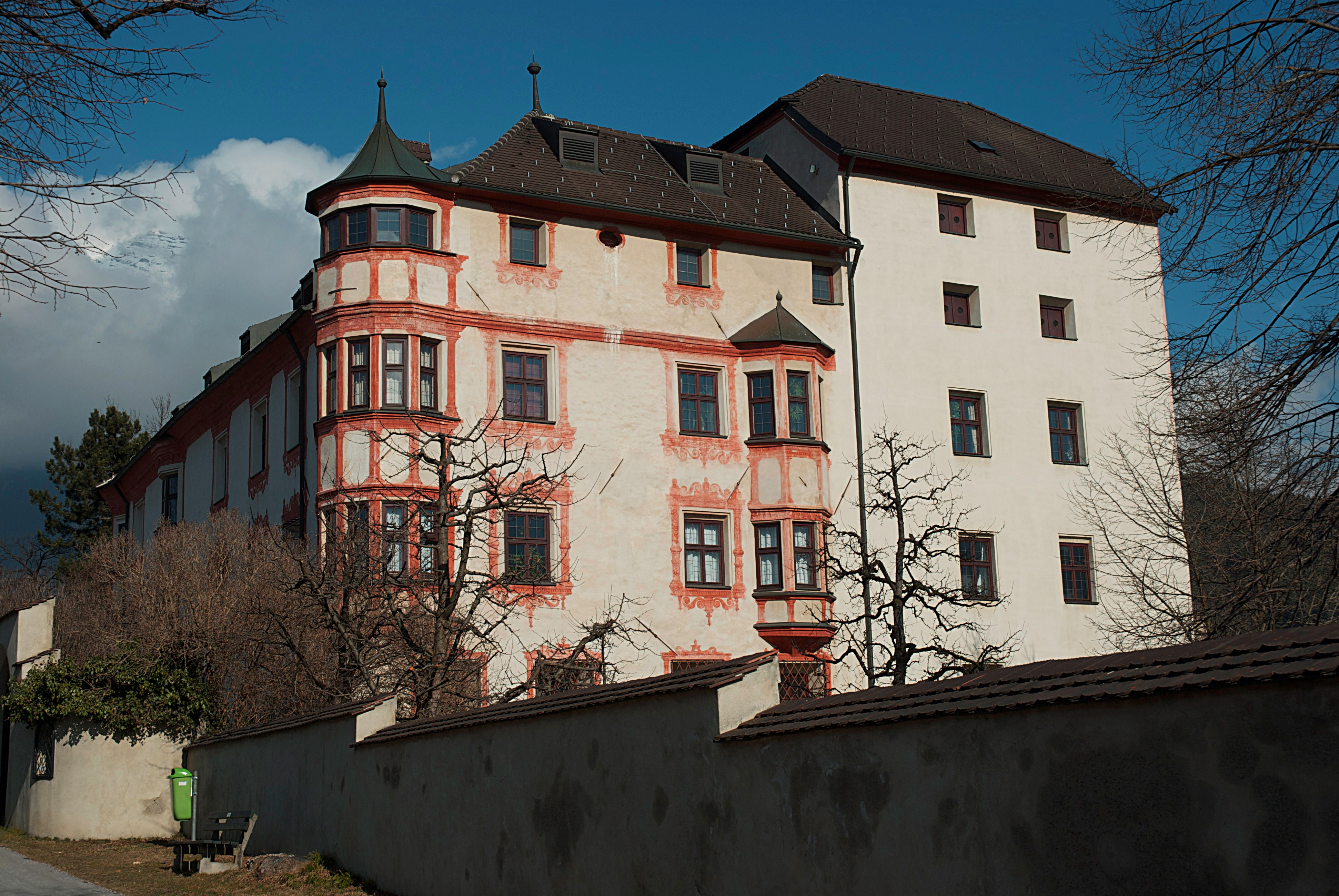
Schloss Schneeburg

- Pfarrkirche Mariä Himmelfahrt
- Annakapelle im Friedhof
- Schloss Schneeburg
- Oswald-Milser-Haus
- Taubstummenanstalt
- Stiftmairhof

## Wirtschaft und Infrastruktur
Im Süden des Gemeindegebiets entstand 1998 ein Gewerbepark an der Tiroler Straße B 171, der 400 Arbeitsplätze in verschiedenen Branchen geschaffen hat. Das Gemeindegebiet ist ansonsten landwirtschaftlich genutzt.

### Wirtschaftssektoren
Im Jahr 2010 gab es 24 landwirtschaftliche Betriebe, davon wurden sieben im Haupterwerb geführt. Diese bewirtschafteten die Hälfte der Flächen. Von den 515 Erwerbstätigen des Produktionssektors waren 274 im Bereich Herstellung von Waren und 241 in der Bauwirtschaft beschäftigt. Die größten Arbeitgeber des Dienstleistungssektors waren die Bereiche Handel (508), soziale und öffentliche Dienste (452) und freiberufliche Dienstleistungen (178 Mitarbeiter).
| Wirtschaftssektor            | Anzahl Betriebe | Anzahl Betriebe | Erwerbstätige | Erwerbstätige |
| Wirtschaftssektor            | 2011            | 2001            | 2011          | 2001          |
| ---------------------------- | --------------- | --------------- | ------------- | ------------- |
| Land- und Forstwirtschaft 1) | 24              | 31              | 44            | 17            |
| Produktion                   | 65              | 55              | 515           | 387           |
| Dienstleistung               | 323             | 143             | 1286          | 935           |

1) Betriebe mit Fläche in den Jahren 2010 und 1999
| Von den rund 2000 Erwerbstätigen, die 2011 in Mils lebten, arbeiteten 400 in der Gemeinde, achtzig Prozent pendelten aus. Von den umliegenden Gemeinden kamen 1500 Menschen zur Arbeit nach Mils. - Handelshaus Wedl - Eisenbahn: Durch den Süden des Gemeindegebietes führt die Unterinntalbahn. Der nächste Bahnhof ist drei Kilometer entfernt in Hall in Tirol. - Straße: Nahe der Südgrenze verläuft die Inntal Autobahn A12. Die Tiroler Straße B171 ist die schnellste Verbindung zu den Städten Hall in Tirol im Westen und Wattens im Osten. | Hier fehlt eine Grafik, die leider im Moment aus technischen Gründen nicht angezeigt werden kann. Wir arbeiten daran! |

## Politik

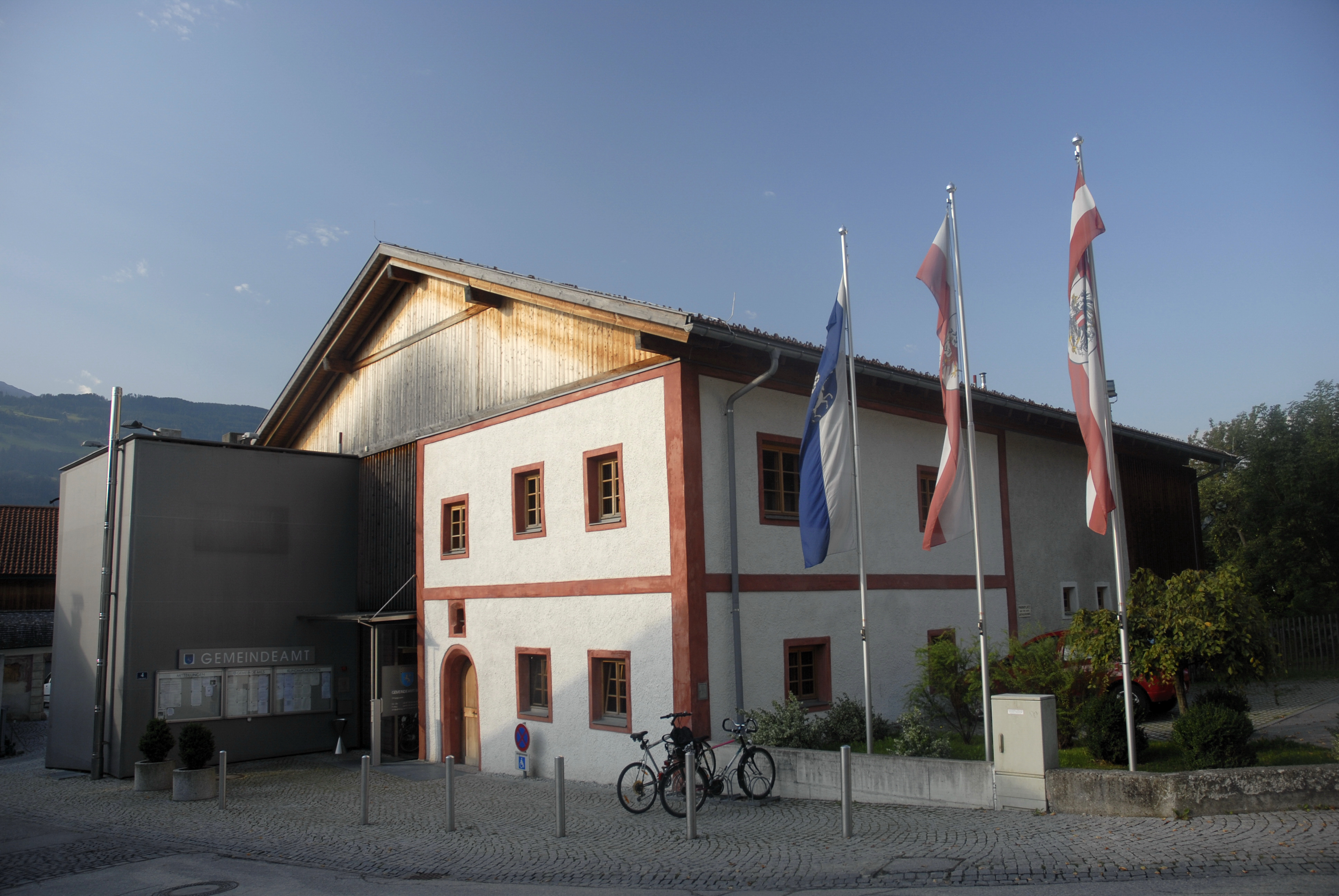
Gemeindeamt Mils

### Gemeinderat
In den Gemeinderat werden 17 Mandatare gewählt.
| Partei                                                       | 2022  | 2022    | 2016  | 2016    | 2010  | 2010    |
| Partei                                                       | %     | Mandate | %     | Mandate | %     | Mandate |
| ------------------------------------------------------------ | ----- | ------- | ----- | ------- | ----- | ------- |
| Wir für Mils, Bürgermeisterin Daniela Kampfl (KAMPFL)        | 40,89 | 8       |       |         |       |         |
| Unser Mils - die Grünen (GRÜNE) 1)                           | 13,05 | 3       | 12,75 | 2       | 12,18 |         |
| Parteifreie Bürgerliste Mils (PBM)                           | 11,60 | 2       |       |         |       |         |
| FPÖ Mils - Team Peter Wurm (FPÖ MILS)                        | 9,03  | 1       | 16,92 | 3       |       |         |
| Zukunft.Mils kompetent.unabhängig (ZUKUNFT)                  | 8,45  | 1       |       |         |       |         |
| MFG-Mils (MFG)                                               | 8,37  | 1       |       |         |       |         |
| SPÖ Mils und Parteifreie (SPÖ MILS)                          | 6,11  | 1       | 7,73  | 1       |       |         |
| Aktives Direktes Mils, Liste Andreas Spechtenhauser (ADM) 2) | 2,49  | 0       | 6,64  | 1       |       |         |
| Gemeinsam für Mils, Bürgermeister Peter Hanser               |       |         | 38,70 | 6       | 53,34 |         |
| Lebenswertes Mils                                            |       |         | 17,25 | 4       | 15,41 |         |
| SPÖ Mils - Team Wolfgang Maurer                              |       |         |       |         | 9,34  |         |
| FPÖ Mils - Die Milser Freiheitlichen                         |       |         |       |         | 9,73  |         |

1) Die Partei trat bis 2016 unter dem Namen „Treffpunkt Mils - Die Grünen“ an
2)  Die Partei trat bis 2016 unter dem Namen „Aktives Direktes Mils, Liste Andreas Unterberger“ an

### Bürgermeister
Bei den Gemeinderatswahlen am 28. Februar 2016 wurde Peter Hanser zum Bürgermeister (durch Verzicht von Christian Pittl auf eine Stichwahl) gewählt.
Bei der ersten Gemeinderatssitzung am 16. März 2016 wurde Thomas Kölli zum Vizebürgermeister gewählt.
Am 23. April 2021 trat der Bürgermeister Peter Hanser zurück. Danach führte der Vizebürgermeister Thomas Kölli die Amtsgeschäfte.
Bei der Wahl 2022 wurde Daniela Kampfl zu Bürgermeisterin gewählt.

### Wappen
Der Gemeinde wurde 1953 folgendes Wappen verliehen: Unter schwarz-weiß geschachtetem Schildhaupt im blauen Feld ein weißes springendes Einhorn, begleitet in der linken oberen Ecke von einem fünfstrahligen Stern.
Das Wappen entspricht dem der einst im Ort ansässigen Herren von Mils. Der hinzugefügte Stern erinnert an die bis 1791 bestehende Marienwallfahrt.

### Gemeindepartnerschaft
- Vahrn, Südtirol

## Persönlichkeiten

### Ehrenbürger der Gemeinde
- 2023: Peter Hanser, Bürgermeister von Mils bei Hall 2004–2021[21]

### Mit der Gemeinde verbundene Persönlichkeiten
- Magdalena Fankhauser (* 1995), Biathletin
- Hannah (* 1981), Schlagersängerin
- Franz Innerhofer (1847–1918), Mediziner, Mäzen und Mitgründer des St. Josefs-Instituts für schwachsinnige Kinder in Mils[22]
- Susanna Kurzthaler (* 1995), Biathletin
- Felix Leitner (* 1996), Biathlet, Wohnsitz in Mils
- Clemens Leitner (* 1998), Skispringer
- Irene Prugger (* 1959), Schriftstellerin und Journalistin
- Semino Rossi (* 1962), argentinisch-italienischer Schlagersänger, Wohnsitz in Mils
- Michael Schöch (* 1985), Organist, Pianist und Musikpädagoge
- Josef Staud (1903–1980), Bildhauer
- Peter Wurm (* 1965), Politiker (FPÖ), Unternehmer